# Селвас
Селвас или селва (порт. silva — шума) је назив на португалском за влажне екваторијалне шуме у басену реке Амазон. Одликује их периодично плављење и веома тешка проходност. Флора селваса је изузетно богата — преко две стотине врста палми, затим какаоа, фикуса, бамбуса, лијана и многих епифита.